# Campionati del mondo di mountain bike 2019
I Campionati del mondo di mountain bike 2019 (en.: 2019 UCI Mountain Bike World Championships), trentesima edizione della competizione, si svolsero a Mont-Sainte-Anne, in Canada, tra il 28 agosto e il 1º settembre.
Furono assegnati tredici titoli in due specialità della mountain bike, il cross country e il downhill (nove e quattro titoli rispettivamente). Da questa edizione fu aggiunta anche la prova delle E-Bike (le bici elettriche) all'interno della specialità del Cross Country.

## Eventi
Mercoledì 28 agosto
- Cross country staffetta a squadre
- E-MTB Cross country maschile
- E-MTB Cross country femminile

Giovedì 29 agosto
- Cross country femminile Junior
- Cross country maschile Junior

Venerdì 30 agosto
- Cross country maschile Under-23

Sabato 31 agosto
- Cross country femminile Under 23
- Cross country femminile Elite
- Cross country maschile Elite

Domenica 1 settembre
- Downhill femminile Junior
- Downhill maschile Junior
- Downhill femminile Elite
- Downhill maschile Elite

## Medagliere
Vengono assegnate 39 medaglie in 13 gare.
| Pos.   | Nazione       | Oro | Argento | Bronzo | Totale |
| ------ | ------------- | --- | ------- | ------ | ------ |
| 1      | Svizzera      | 5   | 3       | 1      | 9      |
| 2      | Francia       | 3   | 3       | 6      | 12     |
| 3      | Austria       | 1   | 2       | 0      | 3      |
| 4      | Australia     | 1   | 1       | 1      | 3      |
| 5      | Gran Bretagna | 1   | 1       | 0      | 2      |
| 6      | Sudafrica     | 1   | 0       | 0      | 1      |
| 6      | Romania       | 1   | 0       | 0      | 1      |
| 8      | Stati Uniti   | 0   | 1       | 1      | 2      |
| 8      | Norvegia      | 0   | 1       | 1      | 2      |
| 10     | Canada        | 0   | 1       | 0      | 1      |
| 11     | Italia        | 0   | 0       | 1      | 1      |
| 11     | Paesi Bassi   | 0   | 0       | 1      | 1      |
| 11     | Nuova Zelanda | 0   | 0       | 1      | 1      |
| Totale | Totale        | 13  | 13      | 13     | 39     |

## Sommario dei risultati
| Eventi                                     | Oro                                                                   | Tempo    | Argento                                                                              | Tempo    | Bronzo                                                                                 | Tempo    |
| Gare maschili                              |                                                                       |          |                                                                                      |          |                                                                                        |          |
| Cross country Elite dettagli               | Nino Schurter Svizzera                                                | 1h27'05" | Mathias Flückiger Svizzera                                                           | a 30"    | Stephane Tempier Francia                                                               | a 38"    |
| Cross country Under-23 dettagli            | Vlad Dascalu Romania                                                  | 1h19'50" | Filippo Colombo Svizzera                                                             | a 1'57"  | Vital Albin Svizzera                                                                   | a 2'06"  |
| Cross country Junior dettagli              | Charlie Aldridge Regno Unito                                          | 1h07'31" | Luca Martin Francia                                                                  | a 11"    | Andreas Emanuele Vittone Italia                                                        | a 20"    |
| Downhill Elite dettagli                    | Loïc Bruni Francia                                                    | 4'05"544 | Troy Brosnan Australia                                                               | a 0"581  | Amaury Pierron Francia                                                                 | a 2"549  |
| Downhill Junior dettagli                   | Kye A'Hern Australia                                                  | 4'17"776 | Antoine Vidal Francia                                                                | a 1"144  | Tuhoto-Ariki Pene Nuova Zelanda                                                        | a 1"294  |
| E-MTB Cross country maschile dettagli      | Alan Hatherly Sudafrica                                               | 1h04'53" | Jérôme Gilloux Francia                                                               | a 1'10"  | Julien Absalon Francia                                                                 | a 1'29"  |
| Gare femminili                             |                                                                       |          |                                                                                      |          |                                                                                        |          |
| Cross country Elite dettagli               | Pauline Ferrand-Prévot Francia                                        | 1h28'51" | Jolanda Neff Svizzera                                                                | a 43"    | Rebecca McConnell Australia                                                            | a 1'17"  |
| Cross country Under-23 dettagli            | Sina Frei Svizzera                                                    | 1h16'34" | Laura Stigger Austria                                                                | a 31"    | Loana Lecomte Francia                                                                  | a 36"    |
| Cross country Junior dettagli              | Jacqueline Schneebeli Svizzera                                        | 1h05'03" | Mona Mitterwallner Austria                                                           | a 1'08"  | Helene Marie Fossesholm Norvegia                                                       | a 3'11"  |
| Downhill Elite dettagli                    | Myriam Nicole Francia                                                 | 4'53"226 | Tahnee Seagrave Gran Bretagna                                                        | a 1"204  | Marine Cabirou Francia                                                                 | a 1"694  |
| Downhill Junior dettagli                   | Valentina Holl Austria                                                | 5'01"033 | Mille Johnset Norvegia                                                               | a 12"928 | Anna Newkirk Stati Uniti                                                               | a 21"230 |
| E-MTB Cross country femminile dettagli     | Nathalie Schneitter Svizzera                                          | 1h11'38" | Maghalie Rochette Canada                                                             | a 5"     | Anneke Beerten Paesi Bassi                                                             | a 3'31"  |
| Gare miste                                 |                                                                       |          |                                                                                      |          |                                                                                        |          |
| Cross country Staffetta a squadre dettagli | Svizzera Joel Roth Janis Baumann Sina Frei Jolanda Neff Nino Schurter | 1h02'55" | Stati Uniti Christopher Blevins Riley Amos Haley Batten Kate Courtney Keegan Swenson | a 16"    | Francia Thibault Daniel Luca Martin Pauline Ferrand-Prévot Loana Lecomte Jordan Sarrou | a 28"    |